# Ландовер (Мериленд)
Ландовер (енгл. Landover) насељено је место без административног статуса у америчкој савезној држави Мериленд.

## Демографија
По попису из 2010. године број становника је 23.078.
| Група             | 2000.    | 2010.          |
| Белци             | 0 (0,0%) | 450 (1,9%)     |
| Афроамериканци    | 0 (0,0%) | 18.893 (81,9%) |
| Азијати           | 0 (0,0%) | 154 (0,7%)     |
| Хиспаноамериканци | 0 (0,0%) | 3.359 (14,6%)  |
| Укупно            | 0        | 23.078         |